# Michel Goossens
 (mars 2025).
- Si vous ne connaissez pas le sujet, laissez ce bandeau (vous pouvez alors contacter les auteurs).
- Si vous supprimez le contenu mis en cause (vous pouvez préalablement contacter les auteurs),

argumentez précisément cette suppression dans la page de discussion
(un manque de référence n'est pas un argument ; une recherche réelle de référence doit avoir été effectuée, être formellement documentée).
 (février 2025).
 (février 2025).
La mise en forme du texte ne suit pas les recommandations de Wikipédia : il faut le « wikifier ».
Les points d'amélioration suivants sont les cas les plus fréquents :
- Les titres sont pré-formatés par le logiciel. Ils ne sont ni en capitales, ni en gras.
- Le texte ne doit pas être écrit en capitales (les noms de famille non plus), ni en gras, ni en italique, ni en « petit »…
- Le gras n'est utilisé que pour surligner le titre de l'article dans l'introduction, une seule fois.
- L'italique est rarement utilisé : mots en langue étrangère, titres d'œuvres, noms de bateaux, etc.
- Les citations ne sont pas en italique mais en corps de texte normal. Elles sont entourées par des guillemets français : « et ».
- Les listes à puces sont à éviter, des paragraphes rédigés étant largement préférés. Les tableaux sont à réserver à la présentation de données structurées (résultats, etc.).
- Les appels de note de bas de page (petits chiffres en exposant, introduits par l'outil «  Source ») sont à placer entre la fin de phrase et le point final[comme ça].
- Les liens internes (vers d'autres articles de Wikipédia) sont à choisir avec parcimonie. Créez des liens vers des articles approfondissant le sujet. Les termes génériques sans rapport avec le sujet sont à éviter, ainsi que les répétitions de liens vers un même terme.
- Les liens externes sont à placer uniquement dans une section « Liens externes », à la fin de l'article. Ces liens sont à choisir avec parcimonie suivant les règles définies. Si un lien sert de source à l'article, son insertion dans le texte est à faire par les notes de bas de page.
- La présentation des références doit suivre les conventions bibliographiques. Il est recommandé d'utiliser les modèles {{Ouvrage}}, {{Chapitre}}, {{Article}}, {{Lien web}} et/ou {{Bibliographie}}. Le mode d'édition visuel peut mettre en forme automatiquement les références.
- Insérer une infobox (cadre d'informations à droite) n'est pas obligatoire pour parachever la mise en page.

Pour une aide détaillée, merci de consulter Aide:Wikification.
Si vous pensez que ces points ont été résolus, vous pouvez retirer ce bandeau et améliorer la mise en forme d'un autre article.
Pour les articles homonymes, voir Goossens.
Michel Goossens est un professeur, médecin et chercheur français, reconnu pour ses contributions majeures dans le domaine de la génétique médicale, en particulier sur les maladies héréditaires et le diagnostic moléculaire. Pionnier dans l'application des techniques de biologie moléculaire à l'étude des maladies génétiques, il a joué un rôle essentiel dans le développement et l'organisation des tests génétiques et de la recherche en France. Son travail a également joué un rôle important dans l'organisation et l'accès aux services de génétique en France.

## Biographie
Michel Goossens naît à Paris le 4 avril 1947. Il effectue ses études secondaires au lycée Henri-IV à Paris, puis poursuit des études de médecine aux facultés de médecine de Cochin. En 1972, il devient interne des hôpitaux de Paris et obtient un doctorat en 1977.
En parallèle, il obtient une maîtrise en 1974 et un diplôme d'études approfondies (DEA) en biochimie en 1976. De 1978 à 1980, il effectue des travaux postdoctoraux au Howard Hughes Medical Institute et à l'Université de Californie à San Francisco.

## Carrière
En 1979, Michel Goossens devient chercheur à l'Unité Inserm 91 « Génétique moléculaire et hématologie », dirigée par Jean Rosa à l'hôpital Henri-Mondor de Créteil. Il est nommé assistant en 1979, puis maître de conférences à la faculté de médecine Paris XII de Créteil en 1982. En 1985, il devient professeur de génétique à l'Université Paris XII et praticien hospitalier au CHU de Créteil.
En 1993, il prend la direction du département de biochimie et génétique de l'hôpital Henri-Mondor, qu'il renomme "Biochimie Génétique". De 1997 à 2004, il dirige l'Unité Inserm 468 "Génétique moléculaire et physiopathologie" au sein du même hôpital. Il est également directeur de l'Institut Mondor de Médecine Moléculaire de 2000 à 2007 et de l'école doctorale 402 "Sciences de la vie et de la santé" de l'Université Paris XII de 2000 à 2009.
En 2008, il dirige une équipe de recherche sur les bases cellulaires et moléculaires des maladies héréditaires à l'Institut de Recherche Biomédicale Henri-Mondor.

## Travaux de recherche
Les recherches de Michel Goossens se concentrent sur les maladies héréditaires, utilisant la génomique fonctionnelle pour étudier les bases moléculaires et cellulaires de ces pathologies. Ses premiers travaux portent sur les hémoglobinopathies, où il applique les techniques émergentes de biologie moléculaire pour le diagnostic prénatal.
Par la suite, ses recherches s'étendent à la génétique de la mucoviscidose et aux formes syndromiques de la maladie de Hirschsprung. Son équipe contribue à l'identification des mutations du gène CFTR, responsable de la mucoviscidose, et à la compréhension du syndrome de Laron, un syndrome rare de résistance à l'hormone de croissance. Il joue également un rôle clé dans l'identification du gène ZFHX1B responsable du syndrome de Mowat-Wilson, une forme sévère de déficience intellectuelle.
Ses travaux s'intéressent également aux maladies liées au développement de la crête neurale et aux pathologies érythrocytaires héréditaires.

## Contributions
Michel Goossens développe des méthodes innovantes pour le diagnostic et le dépistage des maladies génétiquesModèle:Refsec. Il joue un rôle déterminant dans la structuration des réseaux de laboratoires de diagnostic moléculaire en France, garantissant un accès équitable aux soins pour les patients et leurs familles[Interprétation personnelle ?][source secondaire nécessaire].
Président de l'Association Nationale des Praticiens de Génétique Moléculaire (ANPGM) pendant près de 20 ans, il est l'un des auteurs du Livre Blanc destiné à sensibiliser les autorités sanitaires sur l'importance du financement des tests génétiques. Son action a permis la création de réseaux de génétique moléculaire en France.

## Fonctions et affiliations
Outre ses responsabilités à l'Inserm, Michel Goossens est membre de nombreux conseils scientifiques et comités, notamment ceux de l'Association française contre les myopathies et de l'Association française contre la mucoviscidose. Il préside le conseil scientifique de Vaincre la Mucoviscidose de 1991 à 1997.
Il est également membre de plusieurs sociétés savantes, telles que la Société Française de Génétique, l'American Society of Hematology et l'European Society of Human Genetics.
Il meurt le 4 août 2024

## Distinctions[2]
- Prix Jaffé de l'Académie des sciences – Institut de France (2004)
- Officier dans l'ordre des Palmes académiques